# Baron Kenswood
Baron Kenswood, of Saint Marylebone in the County of London, ist ein erblicher britischer Adelstitel in der Peerage of the United Kingdom.

## Verleihung
Der Titel wurde am 27. Juni 1951 für den ehemaligen Gouverneur der BBC Ernest Whitfield geschaffen.
Heutiger Titelinhaber ist seit 2016 Michael Whitfield, 3. Baron Kenswood.

## Liste der Barone Kenswood (1951)
- Ernest Whitfield, 1. Baron Kenswood (1887–1963)
- John Whitfield, 2. Baron Kenswood (1930–2016)
- Michael Whitfield, 3. Baron Kenswood (* 1955)

Mutmaßlicher Titelerbe (Heir Presumptive) ist der jüngere Bruder des aktuellen Titelinhabers, Hon. Anthony Whitfield (* 1957).